# Лено
Лѐно (на италиански: Leno, на източноломбардски: Lén, Лен) е град и община в Северна Италия, провинция Бреша, регион Ломбардия. Разположен е на 66 m надморска височина. Населението на общината е 14 529 души (към 2013 г.).